# Otto Barnet af Braunschweig-Lüneburg
Otto 1. af Braunschweig-Lüneburg (kaldt Otto Barnet (tysk: Otto das Kind 1204 – 9. juni 1252) var medlem af fyrstehuset Welf og den første hertug af Braunschweig-Lüneburg fra 1235 til sin død i 1252.
Otto Barnet var sønnesøn af den detroniserede hertug Henrik Løve af Sachsen. Han arvede efterhånden efter sin fader,  hvad der var tilbage af Huset Welfs lande: i 1218 Braunschweig og i 1227 Lüneburg. Han tog del i 1220'ernes nordtyske kampe på sin morbroder Valdemar Sejrs side. I 1235 forsonede han sig med kejser Frederik 2. og modtog sine lande som hertugdømmet Braunschweig-Lüneburg som len af kejseren..

## Biografi
Otto blev født ca. 1204 som den eneste søn af Wilhelm af Winchester, herre af Lüneburg (1184-1213), (kendt som Vilhelm den Fede), i hans ægteskab med den danske kongedatter, Helene af Danmark (død 1233), datter af kong Valdemar den Store. Hans far var den yngste søn af Henrik Løve, den tidligere hertug af Sachsen, der var blevet afsat af den hohenstaufiske kejser Frederik Barbarossa i 1180. Ved en aftale i 1202 med brødrene Henrik 5. og Otto 4. havde Vilhelm modtaget Huset Welfs allodialgods omkring Lüneburg i Sachsen.
Otto var mindreårig, da hans far døde i 1213, og Otto arvede hans besiddelser. Hans mor var hans formynder frem til 1218, hvad der blev anledningen til hans tilnavn. I 1223 indsatte Ottos onkel Henrik 5. ham som arving til de øvrige welfiske allodialgodser, som han arvede ved Henriks død i 1227.
Otto havde tætte forbindelser til det danske hof og tog del i 1220'ernes nordtyske kampe på sin morbroder Valdemar Sejrs side. Den 22. juli 1227 deltog han på dansk side i Slaget ved Bornhøved mellem den danske hær ledet af Valdemar Sejr og en koalition af flere tyske fyrster fra Sachsen og Holsten samt hansebyen Lübeck. Valdemar Sejr led nederlag til koalitionshæren, og Otto blev taget til fange sammen med tre danske biskopper og havnede i fangenskab hos grev Henrik af Schwerin. Otto blev først løsladt i januar 1229 mod betaling af løsepenge på forbøn fra paven og den engelske konge. I tiden herefter var hans situation vanskelig, da mange politiske rivaler forsøgte at udnytte situationen. Det lykkedes ham dog ved at føre en klog politik både at konsolidere sit arvegods og at erhverve sig nye besiddelser. I forbindelse hermed kom det til en overenskomst med Ærkebispedømmet Bremen, som han var kommet i konflikt med.
I 1235 blev stridighederne mellem fyrstehusene Welf og Hohenstaufen bilagt på Hofdagen i Mainz ved mægling fra engelsk side. Otto modtog her sine besiddelser omkring Braunschweig og Lüneburg som len af kejser Frederik 2. som det nyoprettede arvelige hertugdømme Braunschweig-Lüneburg.
Hertug Otto døde den 9. juni 1252 i Lüneburg. Han ligger begravet i Braunschweig Domkirke. Efter hertug Ottos død arvede hans ældste sønner Albrecht og Johan hertugdømmet i fællesskab. I 1269 blev territoriet delt mellem dem.

## Ægteskab og børn
Otto giftede sig i 1228 med Mathilde af Brandenburg (død 1261), datter af markgrev Albrecht 2. af Brandenburg. Parret fik ti børn:
- Mechtild (død 1295/96)

∞ 1245 Henrik 2., Fyrste af Anhalt-Aschersleben (1215-efter 1266)
- Helene (ca. 1231–1273)

∞ 1239/40 Herman 2., Landgreve af Thüringen (1224–1241)
∞ 1247/48 Albrecht 1., Hertug af Sachsen-Wittenberg (1212–1261)
- Otto (død 1247)
- Elisabeth (død 1266)

∞ 1252 Vilhelm 2., Greve af Holland (1227–1256), Tysk-romersk konge (modkonge)
- Albrecht den Store (1236–1279), Hertug af Braunschweig-Lüneburg

∞ 1252 Elisabeth af Brabant (1243–1261), datter af Hertug Henrik 2. af Brabant
∞ 1266 Adelasia af Montferrat (1253–1285)
- Johan 1. (ca. 1242–1277), Hertug af Braunschweig-Lüneburg

∞ 1265 Liutgard af Holsten (død efter 1289)
- Otto 1. (død 1279), Biskop af Hildesheim
- Konrad 1. (død 1300), Biskop af Verden
- Adelheid (død 1274)

∞ 1263 Henrik Barnet (1244–1308), Landgreve af Hessen, søn af Hertug Henrik 2. af Brabant
- Agnes (død efter 1302)

∞ 1263 Vitslav 2. (død 1302), Fyrste af Rügen

## Eksterne links
- Wikimedia Commons har flere filer relateret til Otto Barnet af Braunschweig-Lüneburg
- Otto das Kind på hjemmesiden Die Welfen (tysk)